# Кримсода (волейбольний клуб)
ВК «Кримсода» — чоловічий волейбольний клуб з м. Красноперекопська, Україна. Заснований у 1997 році на базі ВАТ «Кримський содовий завод». Виступав в Українській Суперлізі. Дворазовий срібний призер чемпіонату України (2005—2006, 2009—2010) і бронзовий призер у сезоні 2008—2009.

## Історія
Волейбольна команда «Кримсода» м. Красноперекопськ створена у 1997 році на базі ВАТ «Кримський содовий завод». У 1999 році на заводі введено в експлуатацію спортивний комплекс «Спортарена». Спортивний ігровий зал 30 м х 24 м із синтетичним покриттям «Тарафлекс» на 350 глядацьких місць. Зал оснащений сучасним обладнанням для проведення змагань з волейболу, електронним табло. У спорткомплексі є 2 роздягальні з душовими кімнатами, сауна, тренажерний зал, кімната відпочинку.
З 1997 року ВК «Кримсода» — постійний учасник Чемпіонату України. У сезоні 1997—1998 посіла 1 місце серед команд 2 ліги; у сезоні 1998—1999 років — 1 місце серед команд 1 ліги. У 1999—2002 роках грала у вищій лізі. У сезоні 2001—2002 виборола право виступати в Суперлізі. У сезоні 2005—2006 «Кримсода» виборола срібні медалі, у сезоні 2008—2009 стала бронзовим призером чемпіонату України, а в сезоні 2009—2010 років виборола срібні нагороди.
Вперше у своїй історії команда дебютувала в Кубку ЄКВ у 2006 році.
До керівного складу національної збірної України входить Сергій Скрипка.
Гравцями національної збірної були та є на даний час: Юрій Петунін, Артем Беспалов, Віктор Щекалюк, Денис Зуй, Микола Пасажін, Ігор Пушкатенко, Дмитро Бабков.

## Склад

### Гравці
Станом на 30 липня 2010
| No | Громадянство | Гравець              | Дата народження   | Зріст | Позиція    |
| -- | ------------ | -------------------- | ----------------- | ----- | ---------- |
| 1  | Україна      | Микола Пасажин       | 4 червня 1976     | 195   | нападник   |
| 2  | Україна      | Олександр Чечін      | 6 січня 1989      | 198   | зв'язуючий |
| 3  | Україна      | Костянтин Жилінський | 7 листопада 1982  | 202   | нападник   |
| 4  | Україна      | Денис Зуй            | 1 вересня 1979    | 189   | ліберо     |
| 5  | Україна      | Артем Беспалов       | 26 листопада 1985 | 199   | нападник   |
| 6  | Україна      | Артем Дегтяренко     | 21 жовтня 1989    |       | нападник   |
| 7  | Україна      | Роман Хандролін      | 10 квітня 1982    | 194   | зв'язуючий |
| 8  | Україна      | Віктор Щекалюк       | 17 лютого 1988    | 205   | нападник   |
| 9  | Україна      | Дмитро Бабков        | 21 листопада 1985 | 202   | нападник   |
| 10 | Україна      | Сергій Павленко      | 23 листопада 1986 | 191   | ліберо     |
| 11 | Україна      | Юрій Петунін К       | 8 січня 1986      | 203   | нападник   |
| 12 | Україна      | Руслан Шевцов        | 18 травня 1986    | 200   | нападник   |
| 13 | Україна      | Ігор Пушкаренко      | 1 грудня 1981     | 190   | нападник   |
| 17 | Україна      | Антон Красненко      | 29 березня 1990   | 199   | нападник   |

## Сезони
Чемпіонат України
| Сезон   | Ліга      | Місце | Тренер(и)      |
| ------- | --------- | ----- | -------------- |
| 1997—98 | 2 ліга    |       |                |
| 1998—99 | 1 ліга    |       |                |
| 1999—00 | вища ліга |       |                |
| 2000—01 | вища ліга |       | Сергій Рижов   |
| 2001—02 | суперліга |       |                |
| 2002—03 | суперліга |       |                |
| 2003—04 | суперліга | 7-е   |                |
| 2004—05 | суперліга | 7-е   |                |
| 2005—06 | суперліга | 2-е   |                |
| 2006—07 | суперліга | 4-е   |                |
| 2007—08 | суперліга | 5-е   |                |
| 2008—09 | суперліга | 3-є   |                |
| 2009—10 | суперліга | 2-е   | Сергій Скрипка |
| 2010—11 | суперліга |       | Сергій Скрипка |

## Досягнення
- Срібний призер чемпіонату України (2): 2005—2006, 2009—2010
- Бронзовий призер чемпіонату України (1): 2008—2009